# Match de meilleur deuxième (Ligue majeure de baseball)
Ne pas confondre avec les matchs de bris d'égalité joués en Ligue majeure.
Le match de meilleur deuxième est une ronde des séries éliminatoires de la Ligue majeure de baseball. Il y a un match de meilleur deuxième dans la Ligue américaine et un autre dans la Ligue nationale, les deux composantes de la Ligue majeure de baseball.
Ces matchs ont été joués de 2012 à 2019, immédiatement après la saison régulière, pour lancer les séries éliminatoires. Ils opposaient les deux clubs de chaque ligue (Américaine et Nationale) qui s'étaient qualifiés pour les éliminatoires sans être champions de leur division. Les gagnants de ces matchs pouvaient avancer dans le tournoi menant à la Série mondiale. En gagnant le match, ils accédaient directement à la ronde des Séries de divisions. La saison du club perdant du match de meilleur deuxième était automatiquement terminée.
En raison de la pandémie de Covid-19, la Ligue majeure de baseball procède à une refonte exceptionnelle de sa saison 2020, retardée de plusieurs mois. Les matchs de meilleurs deuxièmes n'ont pas lieu en 2020 et sont remplacés par quatre Séries de meilleurs deuxièmes, jouées au meilleur de trois parties entre huit clubs. Au moment de l'annonce, il n'est pas précisé si cette innovation est temporaire ou permanente, ou si les matchs de meilleurs deuxièmes doivent revenir ultérieurement sous la forme qu'on les connaissait.

## Histoire
Le 3 mars 2012, le commissaire de la Ligue majeure de baseball, Bud Selig, annonce un nouveau format de séries éliminatoires où 10 équipes, et non plus 8, seront qualifiées pour les parties d'après-saison. De ces 10 équipes, cinq sont de la Ligue américaine et cinq de la Ligue nationale. Dans chaque ligue (Nationale et Américaine), les champions des trois divisions (Est, Centrale et Ouest) passent directement en Séries de divisions, alors que les deux clubs possédant la meilleure fiche victoires-défaites en saison régulière sans être premiers de leur division doivent disputer le match de meilleur deuxième, un duel sans retour où le vainqueur poursuit sa route vers la Série mondiale et le perdant est éliminé.  
Les deux premiers matchs de meilleurs deuxièmes sont joués le 5 octobre 2012. Le tout premier match de meilleur deuxième, disputé en premier cette journée-là, est celui de la Ligue nationale, remporté 6-3 par les Cardinals de Saint-Louis sur les Braves d'Atlanta, au Turner Field d'Atlanta.

### Objectifs
Les raisons pour ce changement, le premier apporté au format de séries éliminatoires du baseball majeur depuis la saison 1994, sont multiples. 

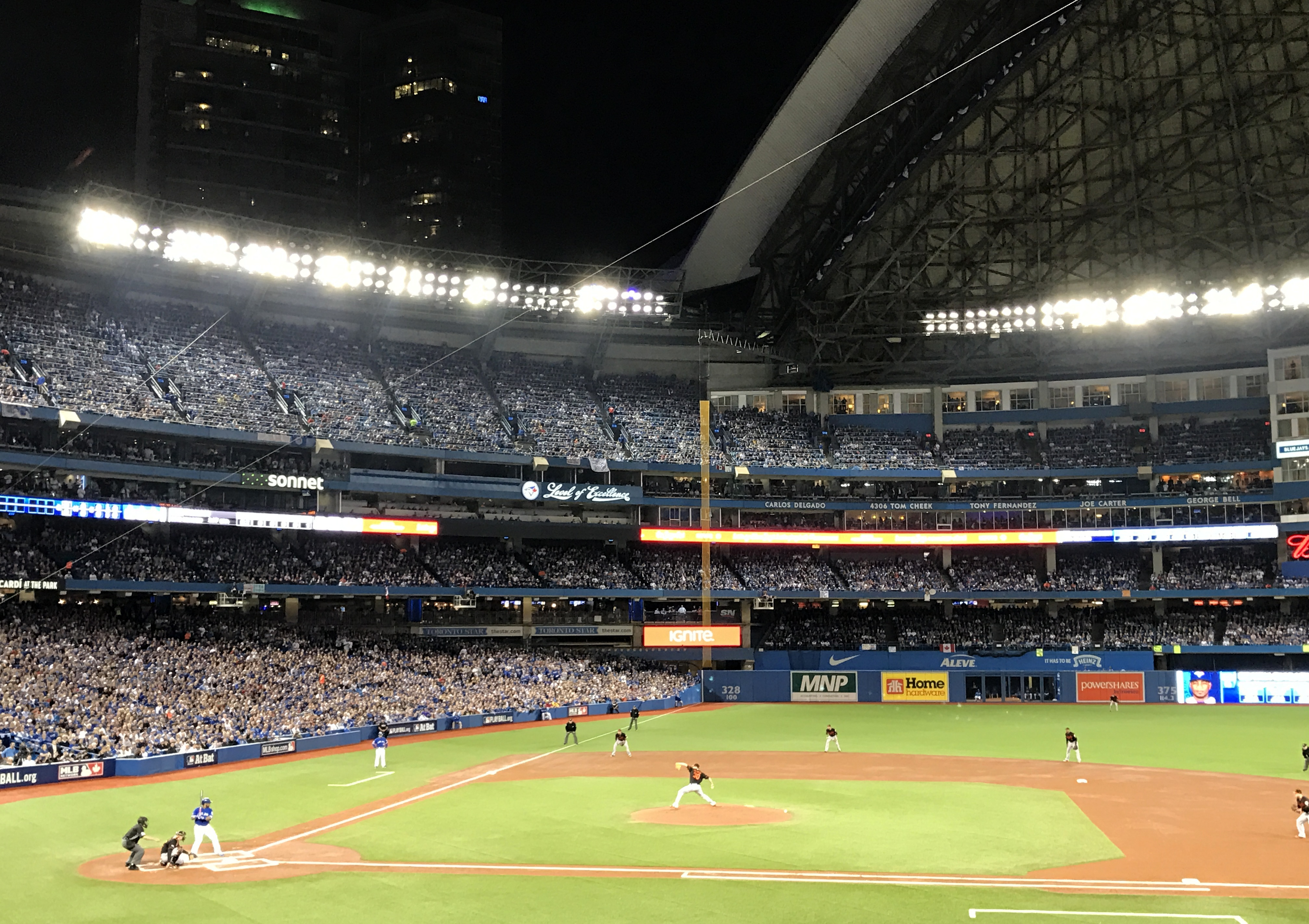
Le match de meilleur deuxième de la Ligue américaine le 4 octobre 2016 à Toronto, gagné par les Blue Jays de Toronto sur les Orioles de Baltimore.

L'ajout de deux parties de séries éliminatoires est une occasion pour les clubs participants et pour la ligue d'augmenter leurs revenus par la vente de billets supplémentaires et la télédiffusion de ces événements. 
Deux équipes supplémentaires en éliminatoires donne aussi à certains clubs qui auraient, selon l'ancien format, peu de chances de prolonger leur saison une chance supplémentaire de garder l'intérêt des fans au dernier mois de la saison régulière, particulièrement au moment où débute aux États-Unis la saison, très suivie, de la Ligue nationale de football (NFL). 
Puisque les champions des six divisions sont exemptées de ce match de barrage, où une belle saison peut prendre fin abruptement après une seule partie, il devient soudainement plus avantageux pour un club de se battre pour le premier rang du classement et avancer directement à la ronde éliminatoire qui suit les matchs de meilleurs deuxièmes.

### Réactions
L'annonce faite en mars 2012 est accueillie avec des réactions mitigées. L'importance accrue apportée au titre de division est un des points positifs les plus souvent notés. Certains craignent une expansion future du format des éliminatoires qui mènerait le baseball majeur à accepter plus de la moitié de ses équipes en séries éliminatoires, à l'instar de deux autres grandes ligues professionnelles nord-américaine, la LNH (hockey sur glace) et la NBA (basket-ball). C'est la première fois de l'histoire des Ligues majeures qu'autant d'équipes sont admises en éliminatoires mais le championnat de baseball demeure, à 10 équipes en éliminatoires sur 30 franchises au total, celui qui exige la qualification la plus difficile. Le choix d'un seul match de barrage plutôt qu'une série au meilleur de trois, cinq ou sept parties est aussi critiqué, notamment par Chipper Jones, un joueur des Braves d'Atlanta, qui qualifie cette idée de « stupide » dans une interview en septembre. La précipitation avec laquelle l'annonce est faite en 2012 alors que le calendrier de la saison avait déjà été déterminé, est aussi décriée : les matchs de meilleurs deuxièmes sont en effet, pour cette première année, joués moins de 48 heures après le dernier match de saison régulière, et 24 heures avant le début des Séries de divisions, causant non seulement peu de repos pour les clubs participant aux matchs de barrage, mais aussi un déplacement rapide, qui peut les mener d'un bout à l'autre du continent à quelques heures d'avis pour affronter l'adversaire suivant. La complexité de ce scénario est amplifiée si deux ou plusieurs clubs terminent la saison à égalité et doivent jouer un match de bris d'égalité (comptant comme match de saison régulière) pour les départager, le jour avant le match éliminatoire de meilleur deuxième. 
Dès la première saison où ont lieu des parties de meilleurs deuxièmes, une première anomalie est remarquée : les Tigers de Détroit terminent au premier rang de la division Centrale et évitent donc le match de barrage. Malgré la moins bonne performance en saison régulière parmi les cinq clubs qualifiés dans la Ligue américaine, le passage direct en Série de divisions donne aux Tigers un avantage sur les deux équipes forcées de disputer le match sans retour de meilleur deuxième.

## Résultats des matchs de meilleurs deuxièmes
| Année | Ligue nationale                                              | Ligue américaine                                                   |
| ----- | ------------------------------------------------------------ | ------------------------------------------------------------------ |
| 2012  | Cardinals de Saint-Louis 6 Braves d'Atlanta 3 Détails        | Orioles de Baltimore 5 Rangers du Texas 1 Détails                  |
| 2013  | Reds de Cincinnati 2 Pirates de Pittsburgh 6 Détails         | Rays de Tampa Bay 4 Indians de Cleveland 0 Détails                 |
| 2014  | Giants de San Francisco 8 Pirates de Pittsburgh 0 Détails    | Athletics d'Oakland 8 Royals de Kansas City 9 (12 manches) Détails |
| 2015  | Cubs de Chicago 4 Pirates de Pittsburgh 0 Détails            | Astros de Houston 3 Yankees de New York 0 Détails                  |
| 2016  | Giants de San Francisco 3 Mets de New York 0 Détails         | Orioles de Baltimore 2 Blue Jays de Toronto 5 (11 manches) Détails |
| 2017  | Rockies du Colorado 8 Diamondbacks de l'Arizona 11 Détails   | Twins du Minnesota 4 Yankees de New York 8 Détails                 |
| 2018  | Rockies du Colorado 3 Cubs de Chicago 1 (13 manches) Détails | Athletics d'Oakland 2 Yankees de New York 7 Détails                |
| 2019  | Brewers de Milwaukee 3 Nationals de Washington 4 Détails     | Rays de Tampa Bay 5 Athletics d'Oakland 1 Détails                  |